# يوركشاير تي
يوركشاير تي Yorkshire Tea هي علامة تجارية للشاي في  المملكة المتحدة، تملكها شركة بيتيز أند تيلورز أوف هاروغيت منذ عام 1977.
وتعتبر أكثر العلامات التجارية للشاي شعبية وتقليدية في المملكة المتحدة.